# Мор
Вижте пояснителната страница за други значения на Мор.
Мор (на унгарски: Mór) е град в северна Унгария, област Фейер. Населението му е около 13 509 души (1 януари 2024).
Разположен е на 180 метра надморска височина в Среднодунавската низина, на 25 километра северозападно от Секешфехервар и на 65 километра западно от центъра на Будапеща. Селището е създадено през 1697 година от немски заселници и капуцински монаси и е традиционен център на лозарството и винарството.

## Известни личности
Родени в Мор
- Ференц Краус (р. 1962), физик